# John Rydberg

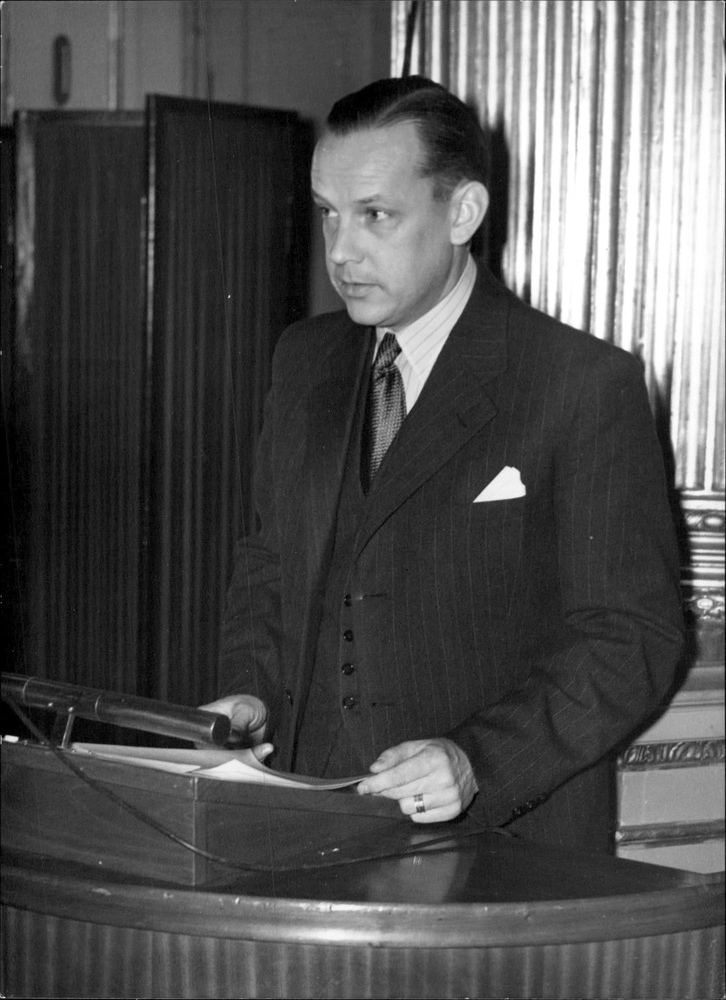
John Rydberg (1944).

John Anders Rydberg, född 20 mars 1908 i Värmskogs församling, Värmlands län, död 12 februari 1986 i Västermalms församling, Stockholm, var en svensk ingenjör.
Rydberg, som var son till folkskollärare Oskar Hjalmar Rydberg och Maria Andersson, avlade studentexamen i Karlstad 1927, utexaminerades från Kungliga Tekniska högskolans avdelning för maskinbyggnadskonst och mekanisk teknologi 1932 samt blev teknologie doktor och docent där 1942. Han var byråingenjör vid Socialstyrelsen 1932–1934, vid Byggnadsstyrelsen 1934–1944, speciallärare vid Kungliga Tekniska högskolan 1942–1947, även bedrev forskningsverksamhet 1944–1947 och var professor i uppvärmnings- och ventilationsteknik vid nämnda högskola 1947–1974. Han skrev tidskriftsartiklar i tekniska frågor och invaldes som ledamot av Kungliga Ingenjörsvetenskapsakademien 1958.